# Farine de châtaigne corse
La farine de châtaigne corse est protégée depuis 2006 par une appellation d’origine contrôlée (AOC), et depuis 2010 par une appellation d'origine protégée (AOP) au niveau de l'Union européenne. Après avoir été un des produits agricoles qui permit de lutter efficacement contre les disettes et la malnutrition, cette farine de châtaigne resta un mets paysan jusque dans les années 1900. Elle était consommée quotidiennement sous forme de bouillies, de crêpes ou de pain. Actuellement, la farine de châtaigne, exempte de gluten, est recherchée pour ses atouts nutritionnels puisqu'elle contient des protéines, des acides aminés essentiels, des fibres tout en ayant une faible quantité de matière grasse.

## Histoire de la châtaigneraie corse
Les premières châtaigneraies corses datent du Haut Moyen Âge (Xe siècle). Cette présence du châtaignier et sa culture, dans une période de guerres et d'instabilité, a été peu propice à un développement durable. La rareté des mentions concernant le châtaignier et ses châtaignes dans les textes d'époque confirment cette réalité. Pendant la période médiévale la culture des châtaigniers se fait sur des parcelles complantées souvent de vigne ou de céréales.

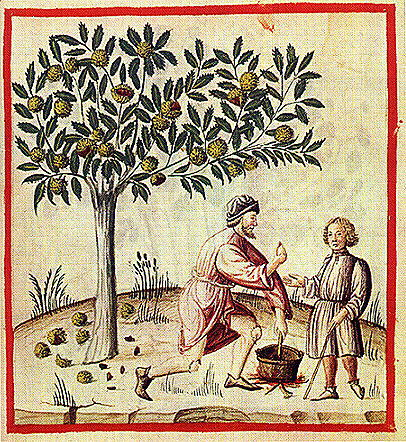
Récolte de châtaignes au XIVe siècle

C'est à partir du XIIe siècle que la culture du châtaignier se développe. La Corse, qui est gouvernée par Pise entre 1077 et 1299, intègre des techniques agricoles toscanes. La conquête de l'île par Gênes, à partir du XVIe siècle, va donner un nouvel essor à la castanéiculture surtout dans le nord, encore appelé Cismonte ou Deçà des Monts. 
Les montagnards de cette région, qui vivaient jusqu'alors de la culture des céréales et de l'élevage, vont subir une révolution de leur système agricole imposée par les Génois. Le gouverneur, signa le 28 août 1548, une ordonnance qui imposait aux propriétaires et aux fermiers « de planter chaque année quatre arbres fruitiers, figuier, olivier, mûrier et châtaignier, sous peine de trois livres d'amende pour chaque arbre non planté. ». Dans le Deçà des Monts, la future Castagniccia, les cultures céréalières disparaissent rapidement. 

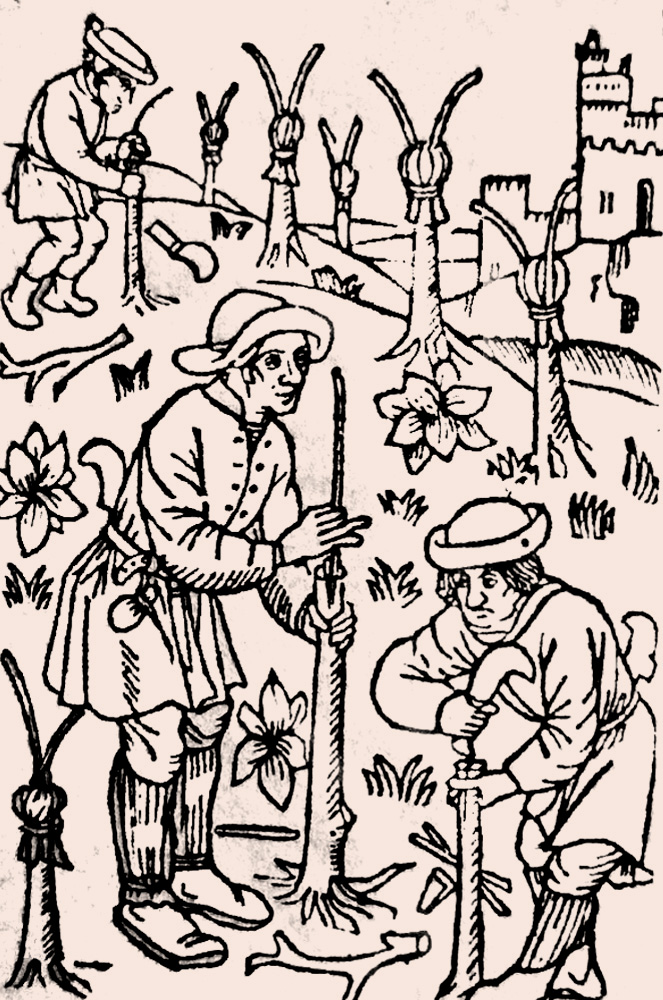
Plantation et greffage des châtaigniers au XIVe siècle par Pietro de' Crescenzi

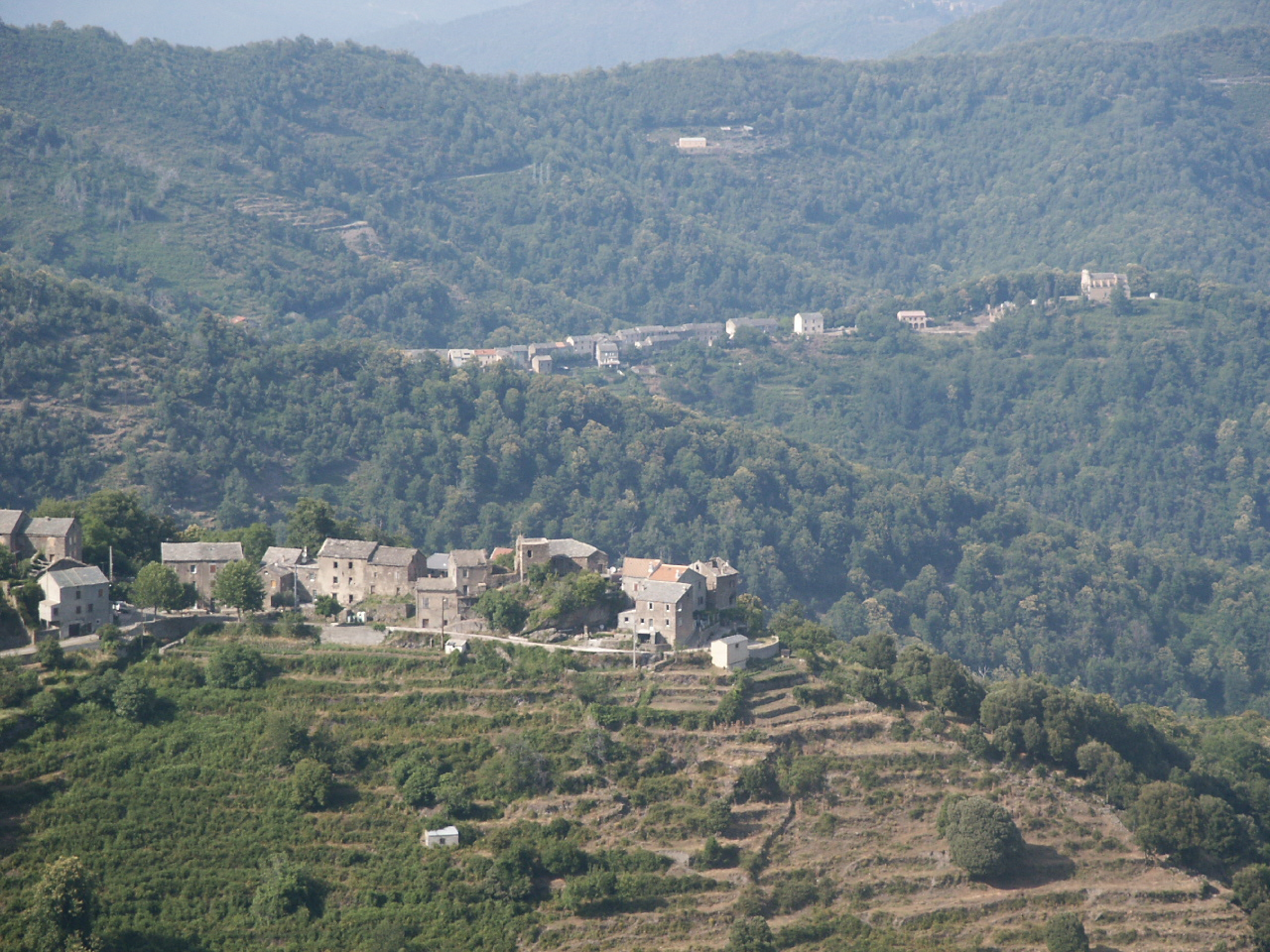
Quercitello et Giocatojo, villages de la Castagniccia

Ce fut effectivement une révolution puisque dans le système de propriété collective, traditionnel en Corse, les terres communales étaient périodiquement redistribuées aux habitants. Ce qui était difficilement compatible avec une arboriculture d'importance. Il fallut mettre en place la propriété arboraire, où la propriété de l'arbre était indépendante du sol qui le portait. 
Une nouvelle ordonnance, datée du 12 novembre 1619 imposa à chaque propriétaire ou tenancier de planter au moins dix arbres. Le 2 décembre 1626 ordre fut donné de faire semer une centaine de châtaignes dans chacune des circonscriptions nobiliaires de l'île, les plants obtenus étant destinés à être replantés dans des terroirs favorables. Vingt ans plus tard, une dernière ordonnance fut édictée, le 25 janvier 1646 donnant ordre de planter dix châtaigniers avant la fin du mois de mai, il est explicitement notifié que ces pépinières devront être protégés du bétail. 

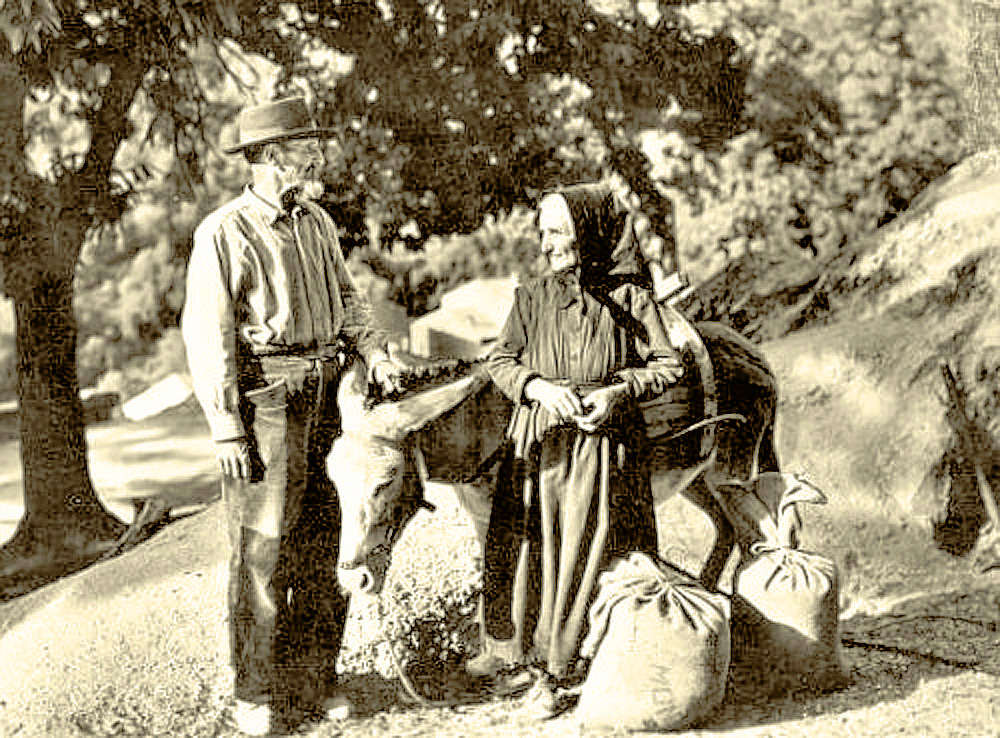
Récolte des châtaignes en Castagniccia

Le terroir la plus favorable de l'île se trouve dans le massif du nord. Les châtaigneraies y trouvent des conditions naturelles favorables à leur expansion et leurs châtaignes répondent aux besoins des populations qui peuvent désormais se passer des céréales trop chères et le plus souvent importées. C'est à partir de cette période que cette région prit le nom de Castagniccia. Au siècle suivant, sous l'administration française, une enquête diligentée, de Bastia, par le préfet du Golo, en 1802, établit que ses administrés consommaient du pain de châtaigne durant neuf mois par an. Au début du XIXe siècle, le rôle alimentaire du châtaignier était devenue primordial et dépassait largement son aire naturelle de culture. 
Les châtaignes, transformées en farine, se substituent à celles des céréales. Elles permettent, en temps de disette, d'assurer la base de l'alimentation de la population rurale. De plus, à cette époque, le rendement céréalier plafonne à 5 quintaux par hectare alors que les châtaigneraies peuvent atteindre jusqu'à 20 quintaux par hectare. La présence du châtaignier dans les régions montagnardes de l'île, jointe à l'élimination progressive des champs de céréales (orge ou seigle), transforma peu à peu les paysages agricoles, modifia profondément les habitudes alimentaires, et détermina un nouveau genre de vie qui fut caractérisé comme la civilisation du châtaignier.

## La civilisation du châtaignier
Sept siècles de culture continue ont permis de sélectionner des variétés répondant « aux critères de sucrosité et d'épluchage à sec, permettant la fabrication d'un produit alimentaire de qualité ». Cette sélection a abouti à privilégier des variétés tardives, dont la récolte commence à la mi-octobre, et particulièrement adaptées à une transformation en farine très sucrée. 
Cette farine, grâce à ses qualités gustative et nutritionnelle, permit d'élaborer, de décembre à juin, une grande variété de mets. Le plus bel exemple est donné par François Robiquet (1777-1845), auteur d'études statistiques à caractère social sur la Corse. Il raconte qu'un jour de noces, dans le canton d'Alesani, 22 mets différents à base de farine de châtaigne furent servis aux convives. Mais, à contrario, le dicton niolin « Pane di legnu e vinu di petra » (pain de bois et vin de pierre), rappelle la monotonie de cette alimentation. 

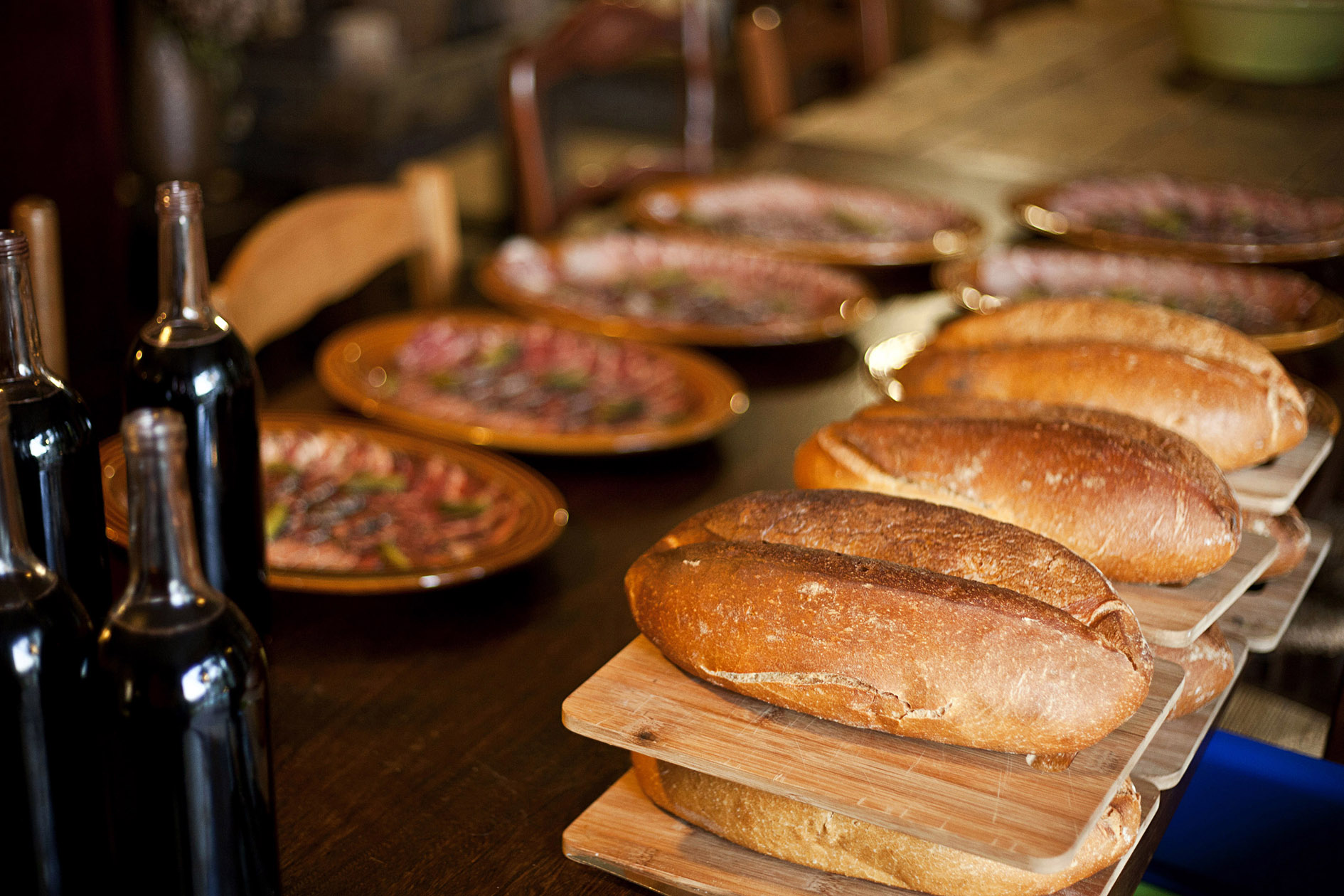
Pain à la farine de châtaigne et charcuterie corse

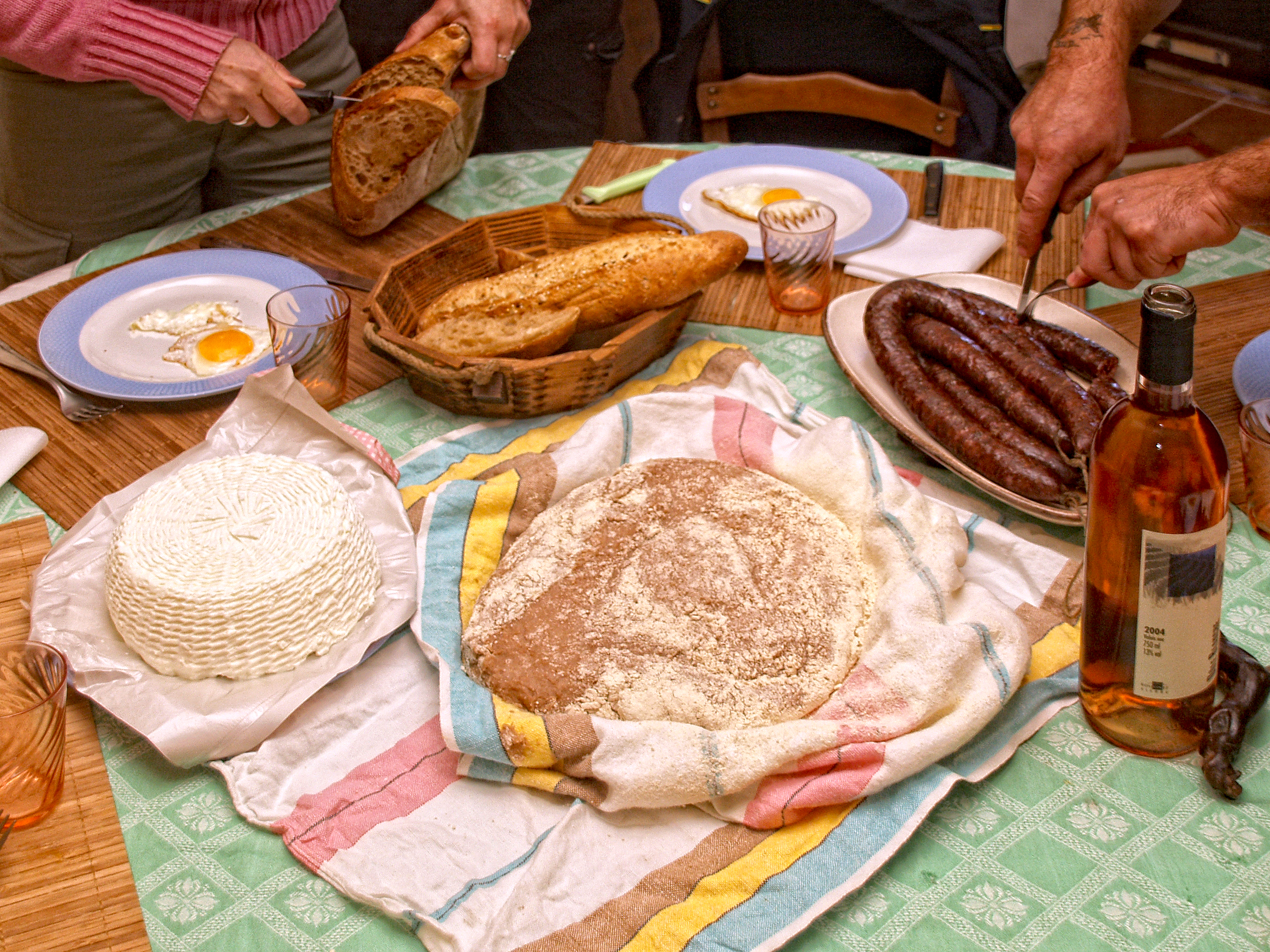
Pulenda

Au XVIIe et au début du XVIIIe siècle les chataignes sont vendues à Gênes dont le peuple est gros consommateur de cet aliment à bon marché.  Jusqu'aux années 1900, la farine de châtaigne fut consommée quotidiennement dans les campagnes sous forme de bouillies, de crêpes ou de pain. La farine de châtaigne, exempte de gluten et riche en sucre, levant mal, le pain comportait parfois, de la farine de blé, d'orge ou de seigle, il était alors dénommé pisticcine ou frascaghiola.  
Sur la base des recherches historiques menées pour établir le cahier des charges de l'appellation, les experts de l'INAO ont signalé : « L'enquête préfectorale de l'an X, montre que dans les cantons où les réserves de céréales s'épuisent, le pain de châtaigne constitue, de novembre à juin, le complément indispensable du pain de céréales. Il est parfois le seul pain consommé tout au long de l'année. L'enquête préfectorale, relève en outre, qu'un adulte consommait en moyenne 500 à 600 grammes de pain de châtaignes ou 400 à 500 grammes de polenta par jour. Si l'on considère que le pain apporte environ 250 calories pour 100 grammes, la ration de pain apportait 1 250 à 1 500 calories par jour, elle couvrait environ la moitié des besoins caloriques moyens. ». 
Les mets à base de farine de châtaigne, riches en calories, apportent les glucides, les lipides, les sels minéraux et les vitamines nécessaires. Leur carence en protéines était, dans la consommation quotidienne, compensée par les laitages (lait, crème ou fromage frais) et les charcuteries locales.

## Géographie de l'AOC farina castagnina corsa - AOP Farine de châtaigne corse

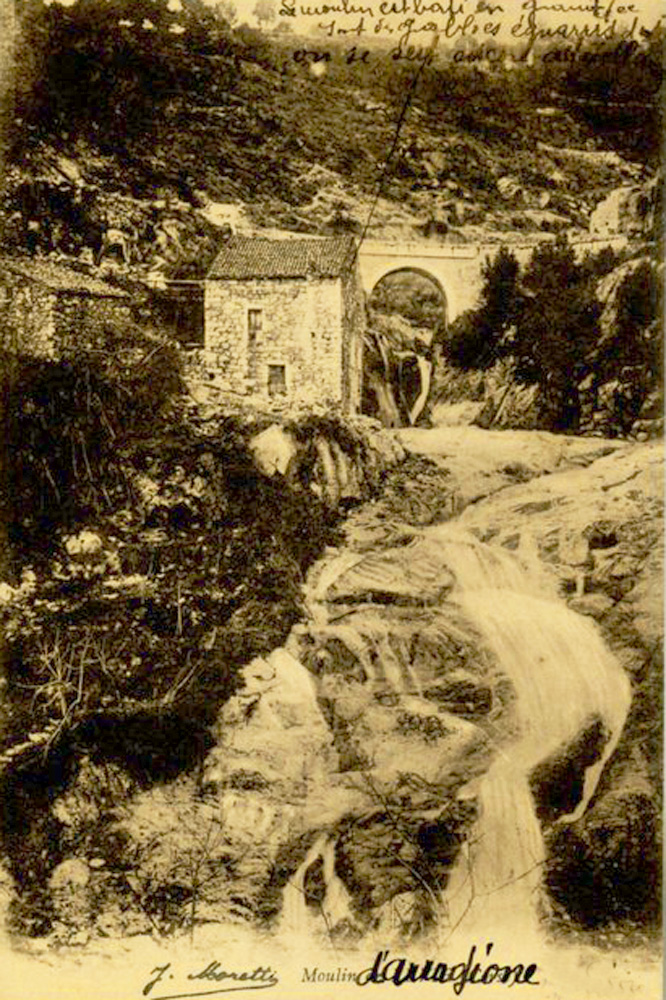
Moulin à farine de châtaigne

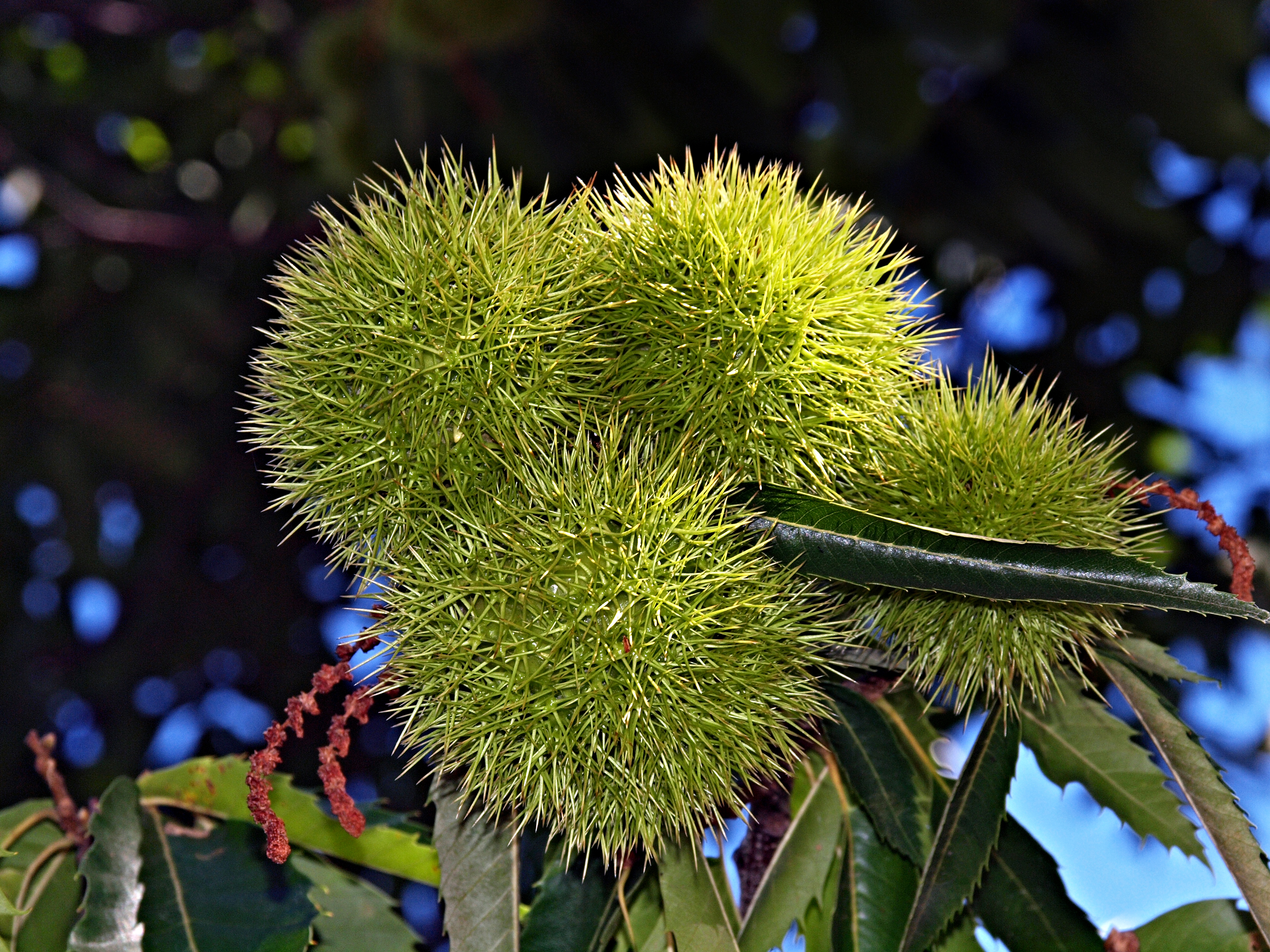
Châtaignes corses

La farine de châtaigne corse est protégée depuis 2006 par une appellation d’origine contrôlée (AOC), et depuis 2010 par une appellation d'origine protégée (AOP) au niveau de l'Union européenne.
Pour pouvoir prétendre à l'appellation la farine doit provenir de châtaigneraies situées « dans des zones de montagne, de moyenne montagne ou de haute vallée de la Corse cristalline et alpine, caractérisées par des contraintes de milieu difficiles (pente, accès) où les communautés humaines se sont organisées autour du châtaignier et de la production de farine de châtaigne ». De plus les experts de l'INAO ont pris en considération dans ces zones de la présence de châtaigneraies anciennes « composées de variétés traditionnelles adaptées au milieu naturel mais également à la production de farine (variétés tardives, sucrées, déhiscentes) ». Enfin, parmi les critères retenus, outre la survivance de châtaigneraies anciennes, ils ont vérifié in situ la présence de séchoirs et de moulins séculaires.
Ces critères qui consacrent « les usages locaux, loyaux et constants » nécessaires et indispensables pour pouvoir prétendre à l'appellation sont partie intégrante du cahier des charges et ont permis de définir une zone de production qui s'étend sur 270 communes, dont 233 communes en totalité et 37 communes en partie. Il est expliqué : « L'aire géographique repose donc sur des sols acides, de type brun acide ou de la série des rankers enrichis par les transports d’éléments fins. Des sols dotés d’une bonne réserve utile et riches en éléments fins. Une altitude comprise généralement entre 400 mètres minimum et 1 200 mètres maximum. Exceptionnellement, dans certaines situations géographiques telles que des vallons humides et frais, la châtaigneraie peut être implantée en dessous de 400 mètres. » Le climat a lui aussi été pris en considération puisque les châtaignes doivent provenir de zones où les températures moyennes annuelles sont comprises approximativement entre 10 et 13 °C, avec des précipitations de 800 à 1 500 millimètres et une saison sèche estivale assez longue.

## De la récolte à la commercialisation

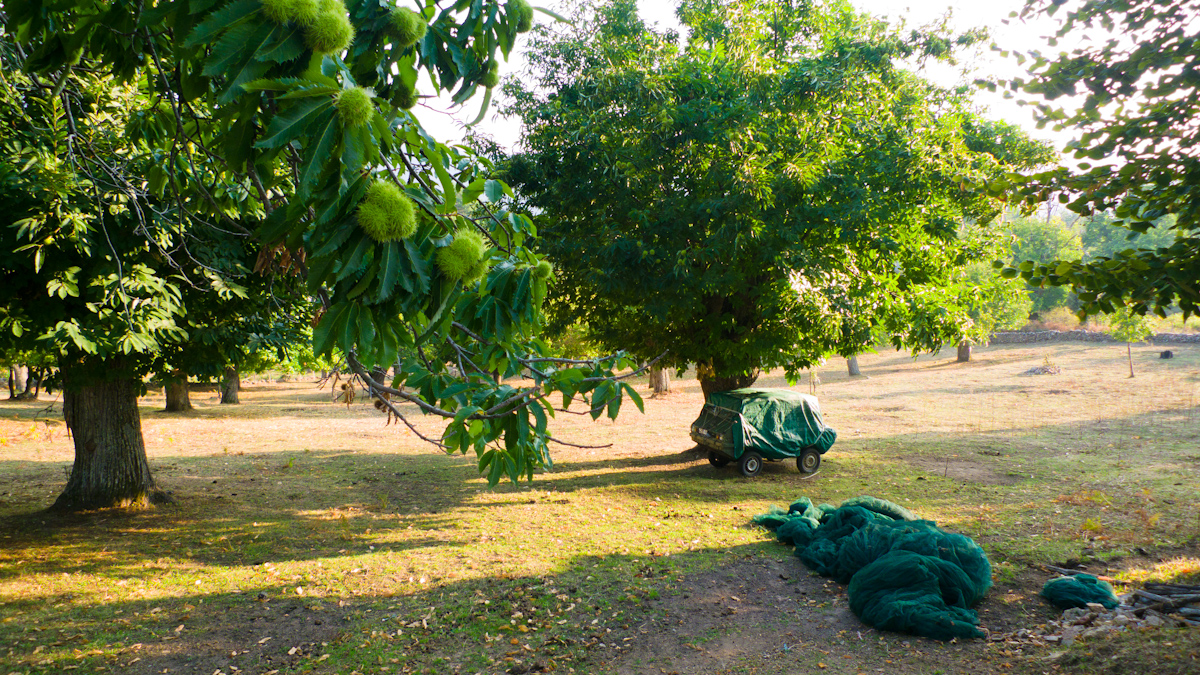
Récolte de châtaignes avec filet

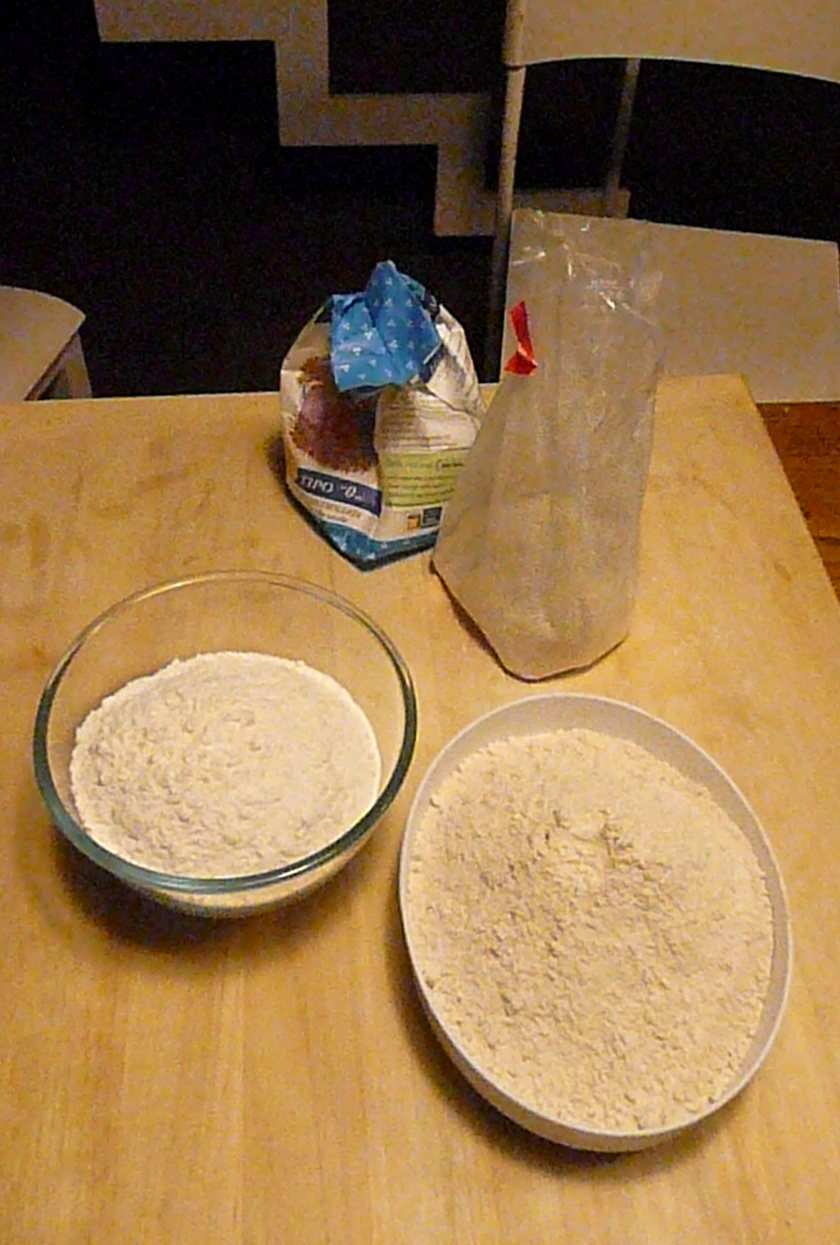
Farine de châtaigne corse

La politique de qualité est présente lors de toutes les étapes de la production et de la transformation. Elle court depuis la récolte des châtaignes jusqu'au conditionnement de la farine. Les fruits doivent être récoltés entre octobre et décembre, manuellement, à l’aide d’un filet ou mécaniquement. Ils sont ensuite séchés puis décortiqués. Vient ensuite le tri qui écarte toutes les châtaignes défectueuses. Le passage au four est facultatif mais permet aux fruits d'être biscuitées et leur confère une coloration agréable.
Les châtaignes sont ensuite moulues par un moulin à meules en granite, silex ou schiste. Le conditionnement de la farine s'effectue dans des contenants d'une capacité maximale de 5 kilogrammes, ils sont habituellement destinés aux acheteurs qui utilisent la farine pour des préparations telles que pains ou pâtisseries. La vente au consommateur est traditionnellement faite dans de petits conditionnements (maximum 1 kilogramme) afin d'éviter toute dégradation après ouverture. 
Depuis 2007, à l'exception de celles commercialisées en vente directe, les farines sont conditionnées sous vide ou gaz alimentaire, une pratique qui permet d'éviter toute dégradation du produit due au risque de réhumidification qui provoque rancissement ou goût de moisi. En effet, c'est un produit fragile qui peut s'altérer en fonction des conditions de stockage et de conservation, en particulier quand les températures saisonnières remontent en fin d'hiver. L'ensemble de ces risques justifie le conditionnement du produit dans l'aire géographique de l'appellation. La mise en circulation de la farine sous l'AOC est autorisée jusqu’au 31 décembre de l'année qui suit la récolte.

## Avantages nutritionnels

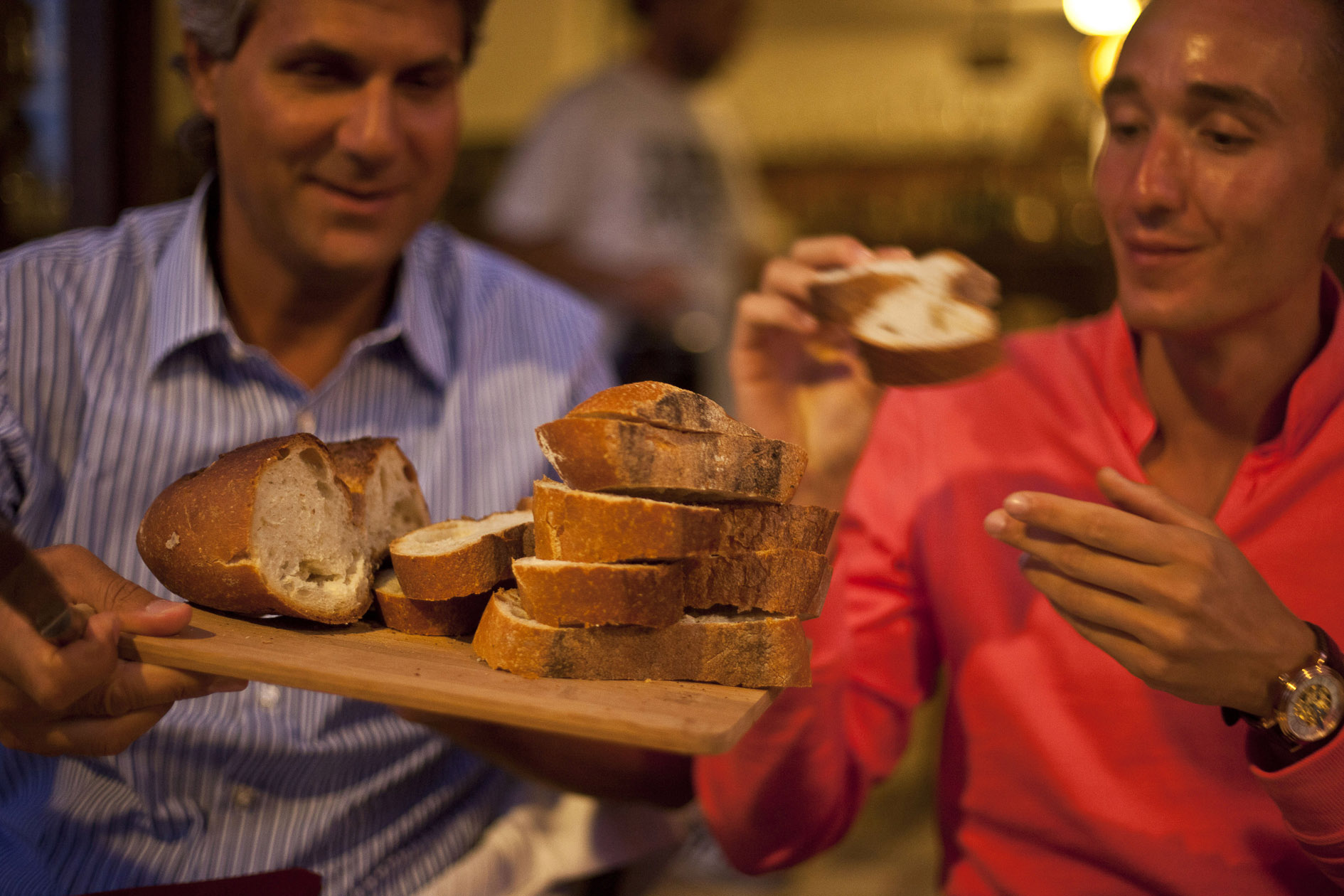
Pain sans gluten à la farine de châtaigne

Cette farine qui est sans gluten, possède, par contre, de réels atouts nutritionnels. Contrairement à d'autres farines sans gluten, pauvres en éléments nutritifs indispensables, elle contient des protéines, des acides aminés essentiels, des fibres tout en ayant une faible quantité de matière grasse. « En outre, elle contient aussi de la vitamine E, des vitamines du groupe B, du potassium, du phosphore, du magnésium (éléments manquant souvent dans les produits sans gluten). ». 
Ces avantages face à d'autres farines alternatives (sarrasin, riz, maïs, etc.) ont été mis récemment en évidence par une étude menée par les chercheurs du « Department of Food Engineering Middle East Technical University », à Ankara. Pour optimiser les bénéfices santé et les atouts nutritionnels de la farine issue des châtaignes, ils ont mis en exergue « qu'une bonne formulation d'une pâte sans gluten s'obtient en mélangeant de la farine de châtaigne et de la farine de riz dans un ratio 30/70 en y ajoutant, de plus, un mélange hydrocolloïde xanthane-guar et un émulsifiant DATEM (E472e) ». Ces proportions permettent d'obtenir un pain dont les caractéristiques organoleptiques et gastronomiques sont très corrects. Le seuil est très strict puisque des « niveaux plus élevés de farine de châtaigne conduisent à une altération des paramètres de qualité (faible volume du pain, texture plus dure, couleur plus foncée). ».

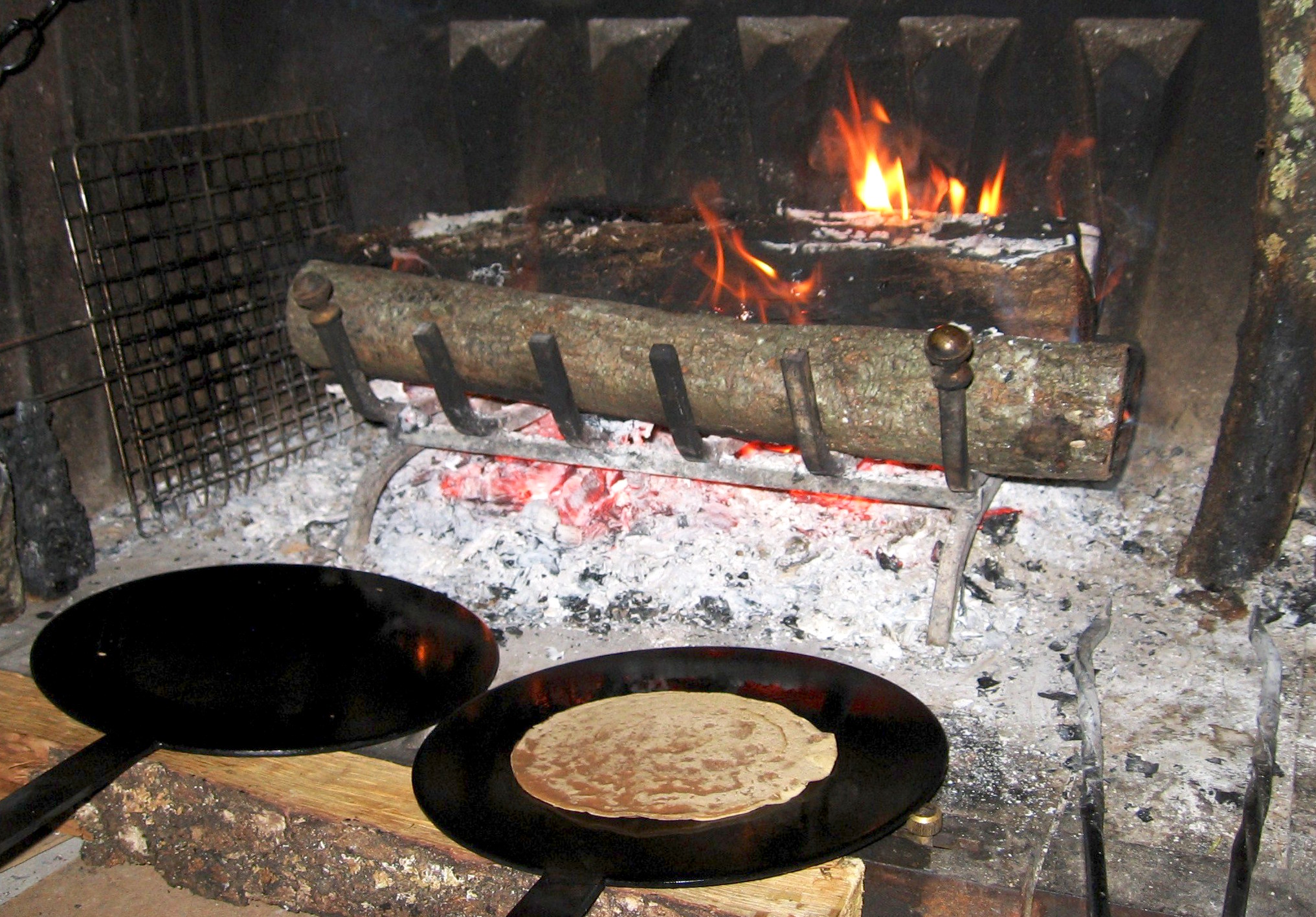
Crêpes à la farine de châtaigne
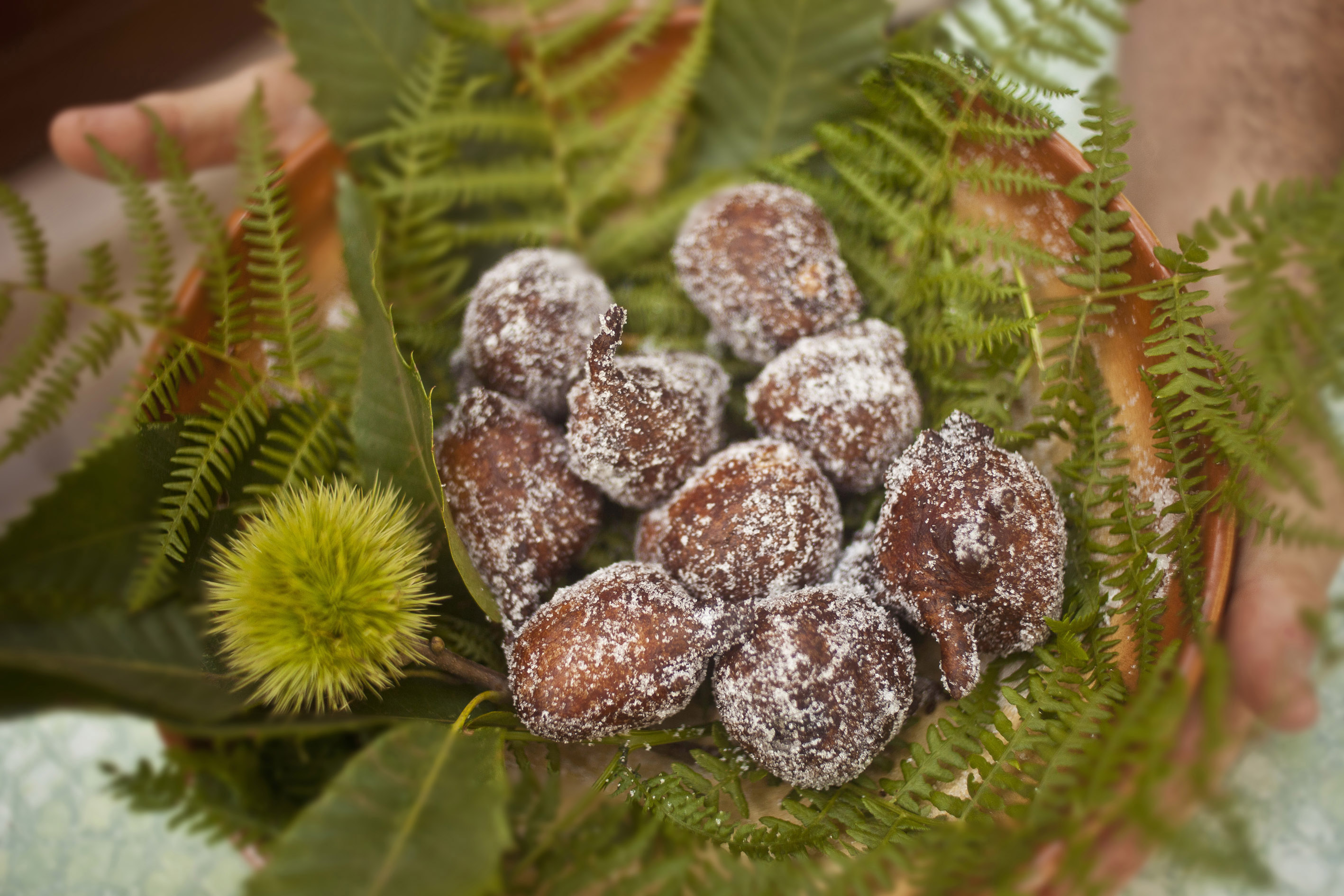
Châtaignes reconstituées
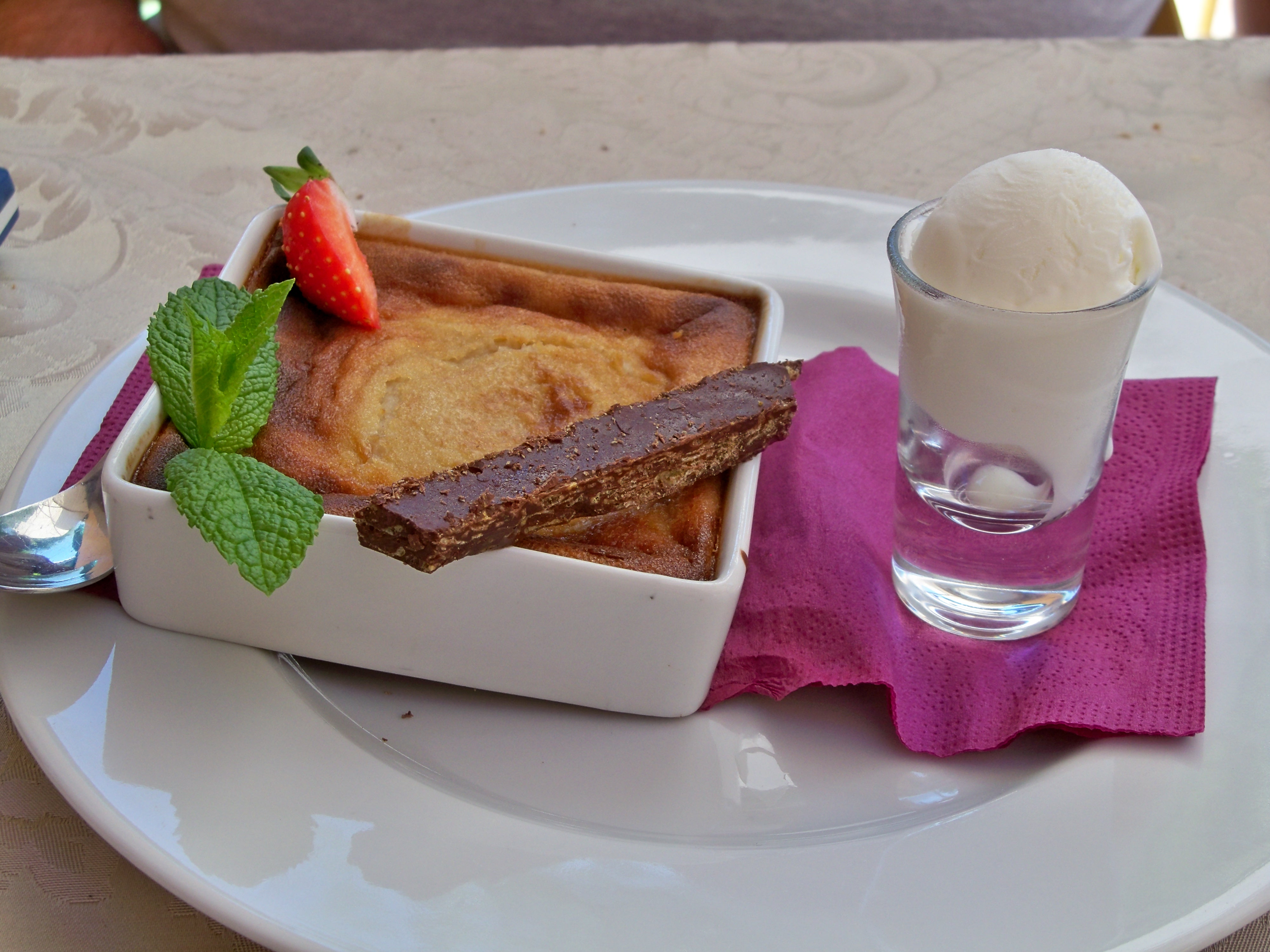
Flan de châtaignes corses
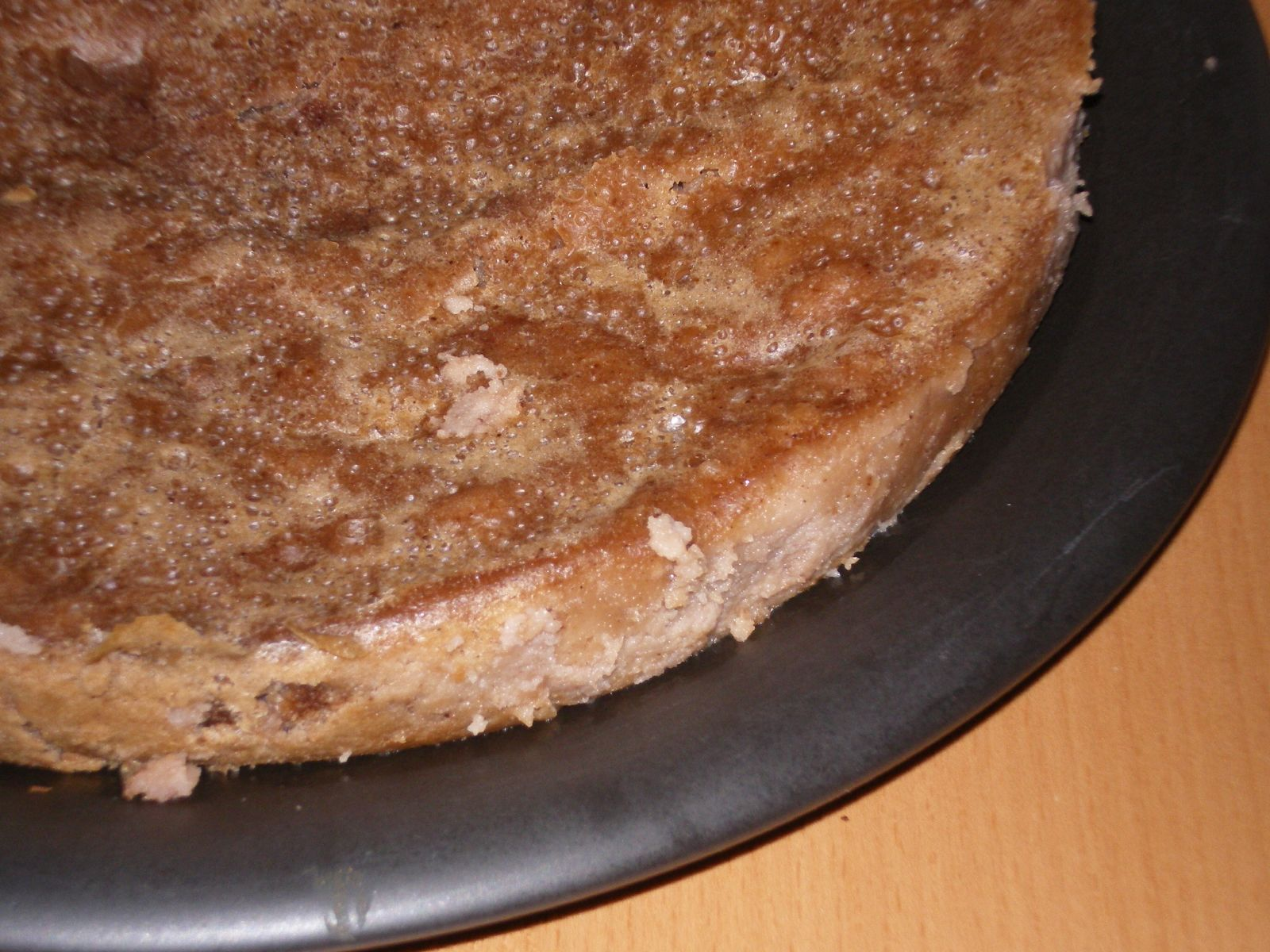
Gâteau à la farine de châtaigne

## Festivités

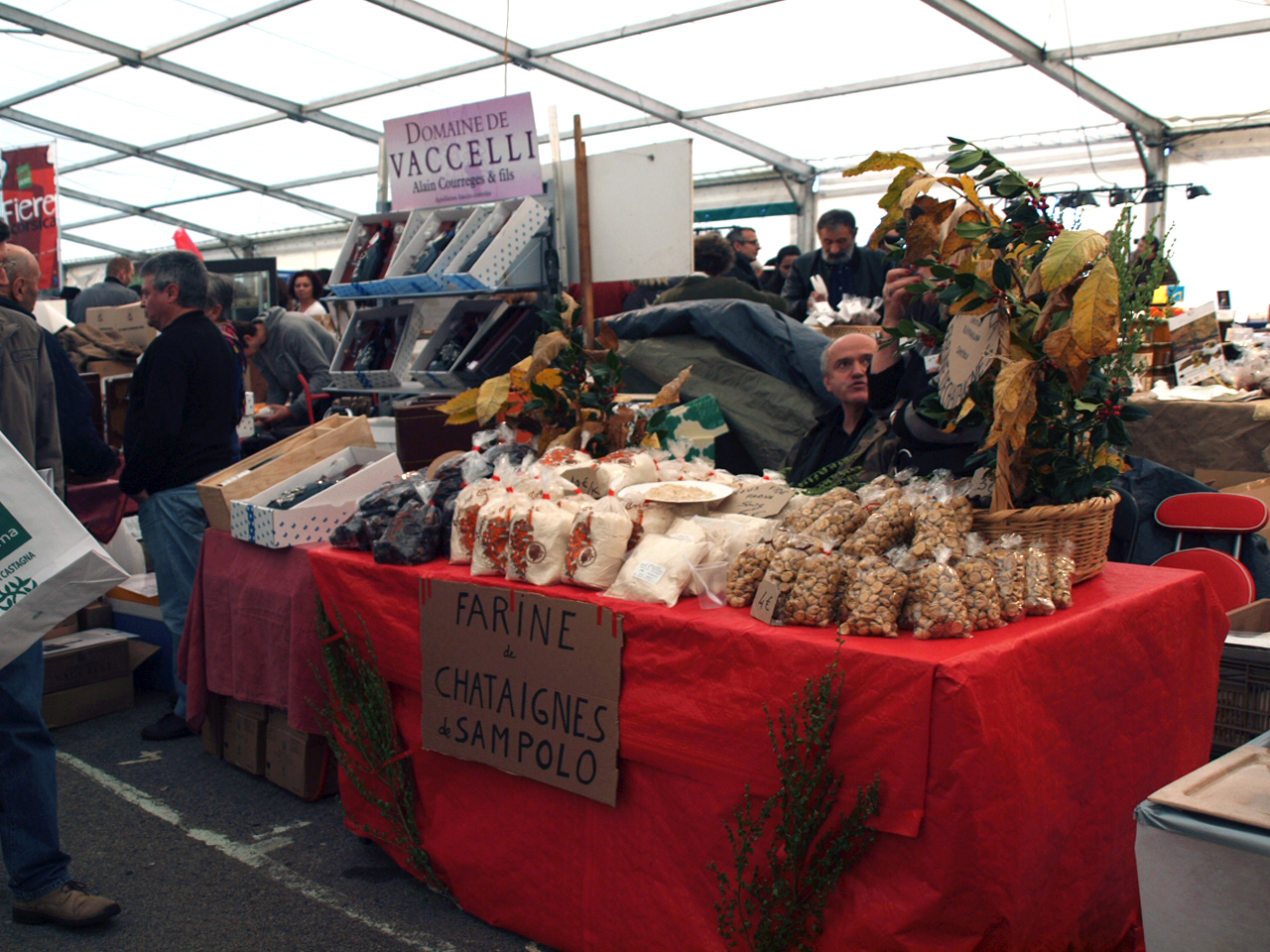
Stand de farine de châtaigne à la Foire de la Châtaigne de Bocognano

La châtaigne et sa farine sont particulièrement fêtés lors de la Journée du marron. Elle se déroule à Évisa en novembre. Cette manifestation a vu la création de la Confrérie de la châtaigne et du marron lors de son dixième anniversaire en 2003. 
Quant à la Foire de la Châtaigne de Bocognano, qui se déroule en décembre, elle a joué un rôle majeur dans le renouveau de la filière castanéicole. C'est la plus importante des foires de l'île et elle attire chaque année 30 000 visiteurs. Organisée par le Foyer Rural depuis 1982, la foire regroupe plus de 150 exposants. La filière castanéicole de Corse s’est structurée à partir de cette manifestation dans les années 1980. À cette époque, la châtaigne n'était que peu utilisée dans la cuisine insulaire. Ce fut la foire, qui lui permit de retrouver ses lettres de noblesse, un premier pas vers l'obtention de l'AOC farine de châtaigne corse, qui fut acquise en 2006.  